# رودریک مک‌کینون
رودریک مک‌کینون (به انگلیسی: Roderick MacKinnon) (متولد ۱۹ فوریه ۱۹۵۶) استاد نوروبیولوژی و بیوفیزیک مولکولی در دانشگاه راکفلر و برنده جایزه نوبل است. در سال ۲۰۰۳ «برای کشف‌هایش در ارتباط با کانال‌های غشای سلولی و مطالعات ساختاری در کانال‌های یونی» به طور مشترک به همراه پیتر اگر موفق به دریافت جایزه نوبل شیمی شد.

## زندگی‌نامه

### سال‌های نخستین
مک‌کینون در برلینگتون، ماساچوست زاده شد و تحصیلات عالی خود را از دانشگاه ماساچوست بوستون آغاز نمود سپس پس از یک سال به دانشگاه براندیس منتقل شد و در سال ۱۹۷۸ مدرک لیسانس خود را در بیوشیمی دریافت کرد.
پس از دریافت مدرک خود از براندیس، وارد دانشکده پزشکی در دانشگاه تافتس شد.